# Amalia Fjæstad
Amalia Kristina Mathilda Fjæstad, Amalie med idéerna, född 14 juli 1862 i Stockholm, död 1 augusti 1938 i Arvika var en svensk textilkonstnär och konstväverska. Hon var syster till Anna och Gustaf Fjæstad. 
Tillsammans med sin syster flyttade hon till samma trakt i Arvika som brodern slagit sig ner. I intimt samarbete med systern utförde hon egna och broderns textila kompositioner. De egna utfördes i en ornamentik som nära anslöt till alldagliga naturmotiv och växtdetaljer som med en lätt stilisering bringades att överensstämma med jungendstilens ideal.